# 2ЭВ120
2ЭВ120 (2-секционный Электровоз Волжский с изначально запланированной конструкционной скоростью 120 км/ч) — магистральный двухсекционный грузовой электровоз двойного питания 5-го поколения, разработанный совместно ООО «Первая Локомотивная Компания» (ПЛК) и компанией Bombardier Inc. (отделение Bombardier Transportation) для эксплуатации на железных дорогах с шириной колеи 1520 мм на линиях постоянного тока 3 кВ и переменного тока 25 кВ 50 Гц. Имеет дополнительную дизельную тягу (опция «Дизель последней мили») для совершения манёвров при отсутствии электроснабжения от контактной сети. Опытное производство электровозов осуществлял «Энгельсский локомотивный завод» (ЭЛЗ). 
В 2018 году были закончены испытания, в ходе которых конструкционная скорость повышена до 140 км/ч (обозначение не изменилось); это был первый в истории России случай повышения скорости грузовых локомотивов до такого уровня, в связи с чем 2ЭВ120 стал самым быстрым грузовым локомотивом в стране. Кроме того, на время создания он являлся самым мощным двухсекционным электровозом в странах СНГ. 
По состоянию на конец 2020 года выпущено два электровоза серии (номера 001 и 002); сборка следующих трёх локомотивов (номера 003, 004 и 005) не завершена.

## История создания и выпуска

### Создание
Ситуация, сложившаяся в хозяйстве ОАО «Российские железные дороги» (РЖД) незадолго до появления 2ЭВ120, была такой, что парк электровозов износился и требовал обновления. При этом конкурирующие поставщики (АО «Трансмашхолдинг» и Группа «Синара») не успевали производить достаточное для этого количество локомотивов. Решить проблему предполагалось введением на рынок третьего российского производителя подвижного состава.
В 2011 году руководство Саратовской области приняло решение о создании в городе Энгельсе нового завода по производству электровозов пятого поколения с асинхронным тяговым приводом для железных дорог колеи 1520 мм. Поскольку в России по состоянию на начало 2010-х годов так и не было налажено производство отечественных тяговых преобразователей и микропроцессорной системы управления приемлемого качества для локомотивов такого класса, было решено заключить партнёрское соглашение с зарубежным производителем электровозов, который должен был участвовать в проектировании и поставлять часть оборудования новых машин. В качестве партнёра была выбрана канадская компания Bombardier Transportation, с которой было учреждено совместное предприятие (вышеупомянутая ПЛК). Строительство нового локомотивостроительного завода было начато в 2013 году, основным инвестором проекта выступил Внешэкономбанк, общий объём инвестиций к моменту начала производства электровозов составил 6,7 миллиарда рублей.
В качестве основного продукта было решено производить мощные грузовые электровозы с асинхронным тяговым приводом для вождения тяжеловесных поездов на горных перевалах, в том числе в условиях сурового климата. За основу было взято семейство мощных электровозов TRAXX, хорошо зарекомендовавших себя в эксплуатации в европейских странах и представленных как грузовыми, так и пассажирскими локомотивами разных систем тока. Для обеспечения конкурентоспособности с двумя основными производителями электровозов пятого поколения первым делом было решено создать двухсистемный электровоз, поскольку для линий переменного тока напряжения 25 кВ Новочеркасский электровозостроительный завод в партнёрстве с французской компанией Alstom выпускал грузовые электровозы 2ЭС5 «Скиф», а Уральский завод железнодорожного машиностроения в партнёрстве с немецкой компанией Siemens — грузовые электровозы постоянного тока 2ЭС10 «Гранит».
До этого канадская компания не могла попасть на рынок локомотивов русской колеи, уступив в борьбе своим конкурентам из Siemens и Alstom, работающим в кооперации с Группой «Синара» и АО «Трансмашхолдинг». В ОАО «РЖД» отмечали, что их устраивает существующая продуктовая линейка, и нет тенденций включать в неё что-то новое. На этом фоне действия Bombardier по выводу на этот рынок дорогой машины без подтверждённых контрактов выглядели достаточно странными. Однако приблизительно в то же время Совет потребителей услуг ОАО «РЖД» высказал инициативу по созданию в рамках Целевой модели рынка грузовых железнодорожных перевозок до 2020 года нескольких перевозчиков, располагающих собственным парком локомотивов. В этом случае конкуренция между производителями тягового подвижного состава для них могла быть более важной, чем для единственного на сегодня перевозчика.

### Производство

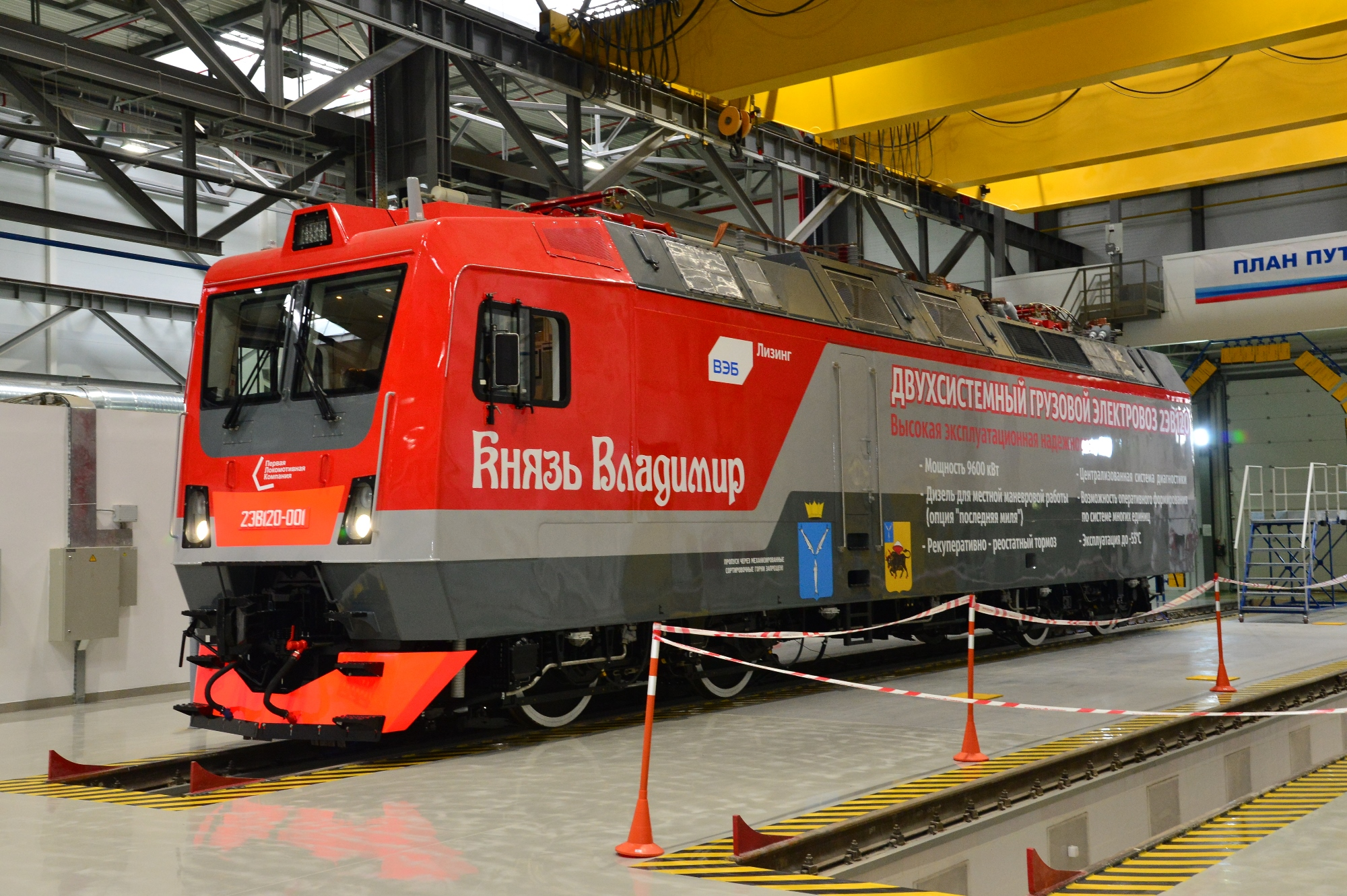
Секция 2ЭВ120-001 в сборочном цехе завода

Весной 2015 года ЭЛЗ начал изготовление первого двухсистемного двухсекционного электровоза нового поколения, получившего обозначение серии 2ЭВ120, запланировав изготовить в составе опытной партии три локомотива серии. Первая секция электровоза с порядковым номером 001 была изготовлена в августе 2015 года, осенью того же года в процессе сборки находилась первая секция второго электровоза. В 2016 году были достроены вторые секции. В 2017 году было начато изготовление третьего электровоза серии.
В мае 2017 года было проведено заседание межведомственной комиссии (МВК) по приёмке разработки электровоза 2ЭВ120. В итоге МВК вынесла решение о соответствии разработки электровоза 2ЭВ120 техническому заданию, а также рекомендовала присвоить конструкторской документации литеру О1 и выпустить установочную партию локомотивов; рекомендованный объём выпуска — 50 единиц. 
В октябре 2017 года электровоз получил сертификат соответствия (сертификат соответствия ФБУ «РС ФЖТ» по ТР ТС 001/2011), позволяющий начать производство установочной серии. В 2018 году завод планирует выпустить десять двухсекционных электровозов 2ЭВ120. По состоянию на конец 2017 года объём локализации производства составляет 23 %, в течение трёх-четырёх лет этот показатель планируется довести до 80 %.
Изначально завод планировал начать с 2017 года серийный выпуск локомотивов этой серии с проектной мощностью в 150 локомотивов в год. Однако РЖД отказались серийно закупать локомотивы данной серии ввиду дороговизны импортных комплектующих и предпочтения в пользу более дешёвых электровозов переходного периода с коллекторными двигателями с незначительной долей серийно выпускаемых мощных электровозов с асинхронным приводом 2ЭС10 и 2ЭС5. Ранее руководством завода озвучивались планы на возможную поставку локомотивов 2ЭВ120 в Азербайджан и страны Прибалтики, однако операторы этих стран не приняли решения о закупке локомотивов данной серии и заказов от них и представителей каких-либо других компаний не поступило.
Этому было несколько причин. Например, реализовать максимальную скорость 2ЭВ120 можно лишь тогда, когда под каждый поезд будет выдаваться машина этой серии. Попадание хотя бы одного обычного электровоза в нитку, рассчитанную на 120 км/ч, сводит преимущества по скорости на нет.
Также ощутимой преградой для движения грузовых поездов с большими скоростями является тележка модели 18-100, которая применялась в то время на большинстве грузовых вагонов на сети РЖД. Этот момент отражён в Приказе Дирекции инфраструктуры от 21.12.2018 г. № ЦДИ-451, приложение 1, примечания п.2: «В соответствии с требованиями распоряжения № 2240/р от 08.11.2016 г. скорости движения грузовых поездов, имеющих в составе 4-осные порожние грузовые вагоны на тележках модели 18-100 и на аналогичных ей по конструкции и параметрам тележках, по которым проведена модернизация по техническим условиям ТУ 32 ЦВ-2459-97, должна быть не более 70 км/ч, а при отсутствии указанной модернизации не более 60 км/ч».
Третий момент описан в Правилах технической эксплуатации (ПТЭ) железных дорог РФ, основном технологическом документе: «Сооружения и устройства инфраструктуры должны обеспечивать пропуск поездов с наибольшими установленными скоростями: пассажирских — 140 км/ч, рефрижераторных — 120 км/ч, грузовых — 90 км/ч, если иное не предусмотрено нормами и правилами» (раздел IV, п.17). Из того же документа: «Для обеспечения пропуска грузовых поездов со скоростями свыше 90 км/ч до 140 км/ч включительно владелец инфраструктуры должен привести сооружения и устройства на участках следования таких поездов в соответствие с нормами и правилами». Подобные улучшения проведены только для легковесных (по сравнению с грузовыми) пассажирских и моторвагонных поездов. Для грузовых составов с их осевой нагрузкой ограничение составляет опять же 90 км/ч.
Не найдя покупателя, ЭЛЗ понёс серьёзные убытки, и возмещать вложенные в производство средства стало нечем. Компания-инвестор, АО «ВЭБ-Лизинг», подала иск о несостоятельности ЭЛЗ (претензии инвестора на сумму 396,4 млн рублей). В свою очередь, ЭЛЗ начал судебные тяжбы с ПЛК, подав 1 июня 2020 года к ПЛК два иска на общую сумму 7,3 млрд рублей - заявитель потребовал с компании 6,9 млрд рублей по договору займа от 27 февраля 2013 года и 679,6 млн рублей долга по договорам аренды имущества. 
Судьба серии 2ЭВ120 оставалась неясной, до тех пор, пока 9 декабря 2020 Арбитражным судом Саратовской области не было объявлено о полном банкротстве предприятия и открытии конкурсного производства сроком на шесть месяцев до 8 июня 2021 года.
В итоге из пяти заложенных локомотивов полностью построены 2ЭВ120-001 и 2ЭВ120-002; точных сведений о степени готовности машин с номерами 003—005 не обнаружено.
В то же время завод «Уральские локомотивы» (входит в упомянутую выше Группу Синара) представил проект принципиально нового грузового электровоза 2ЭС6А, который должен стать основой для перспективной линейки отечественных электровозов с асинхронным тяговым приводом, в том числе двухсистемных с максимальной скоростью до 140 км/ч.

## Общие сведения

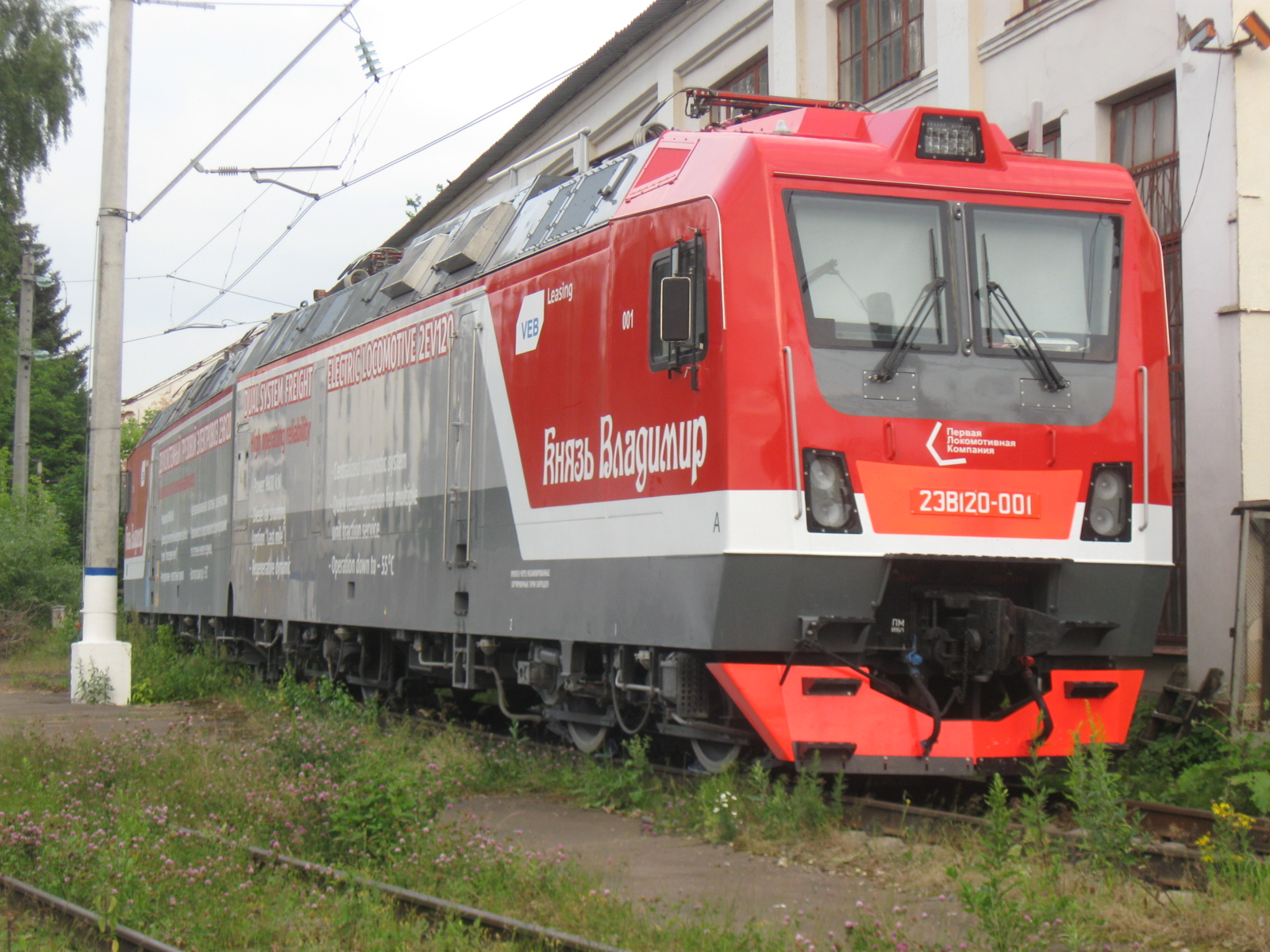
2ЭВ120-001 на территории депо кольца ВНИИЖТ

Электровоз 2ЭВ120 предназначен для вождения тяжеловесных грузовых поездов массой 7000-9000 тонн по полигонам до 3-4 тысяч километров на протяжённых участках железных дорог с шириной колеи 1520 мм, электрифицированных как на постоянном токе напряжением 3 кВ, так и на переменном токе напряжением 25 кВ частоты 50 Гц. Он может эксплуатироваться при температуре наружного воздуха от −55 °С до +45 °С. Электровоз состоит из двух секций и может эксплуатироваться по системе многих единиц в составе трёх или четырёх секций.
Электровоз спроектирован на основе семейства электровозов TRAXX компании Bombardier, положительно зарекомендовавших себя в ходе регулярной эксплуатации в странах Европы. При разработке электровоза для России и стран СНГ в его конструкцию в целом и конструкцию его систем и агрегатов заложены технические решения, обеспечивающие выполнение требований стандартов Таможенного союза.

## Конструкция
Электровоз имеет блочно-модульную конструкцию.

### Механическая часть

#### Кузов
Кузов электровоза имеет цельную сварную бескаркасную конструкцию несущего типа, выполненную из стальных профилей, частично из низколегированной стали, выдерживающей эксплуатационные нагрузки при температуре до −60 ºС.
Основу кузова составляет рама, к которой крепятся буферные устройства и автосцепки СА-3, передний и задний модули и боковые стенки. Передний модуль включает в себя кабину машиниста и переднюю буферную балку; задний модуль состоит из задней стенки с герметичным межсекционным переходом типа «гармошка» и соответствующих элементов несущей рамы с задней буферной балкой. В верхней части кузова находится крыша, состоящая из трёх съёмных модулей. Двери для входа локомотивной бригады в электровоз одностворчатые, расположены вблизи середины кузова секции и открываются внутрь в машинное отделение.
Кузов соответствует габариту 1Т. Длина секции по осям автосцепок составляет 18 590 мм; ширина кузова — 3098 мм, ширина по краям зеркал заднего вида — 3538 мм; высота от уровня головки рельса до уровня крыши в средней части секции — 5060 мм, до токоведущей шины над ней — 5248 мм; высота рамы над уровнем головки рельса — 1500 мм; высота оси автосцепки при максимальном диаметре колёс — 1080 мм. Расстояние между шкворнями тележек, на которые опирается кузов, составляет 10 090 мм.

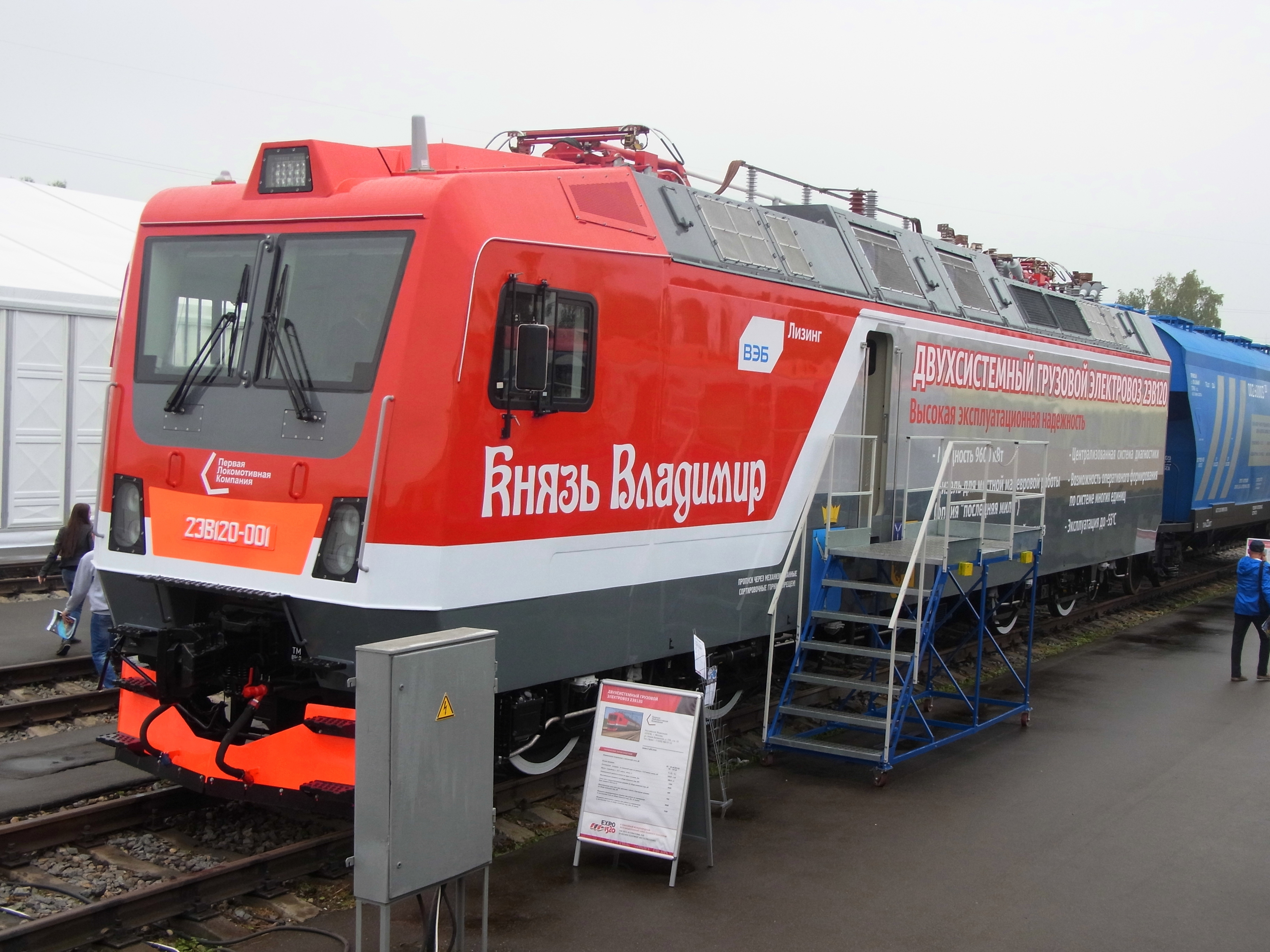
Вид спереди с левой стороны
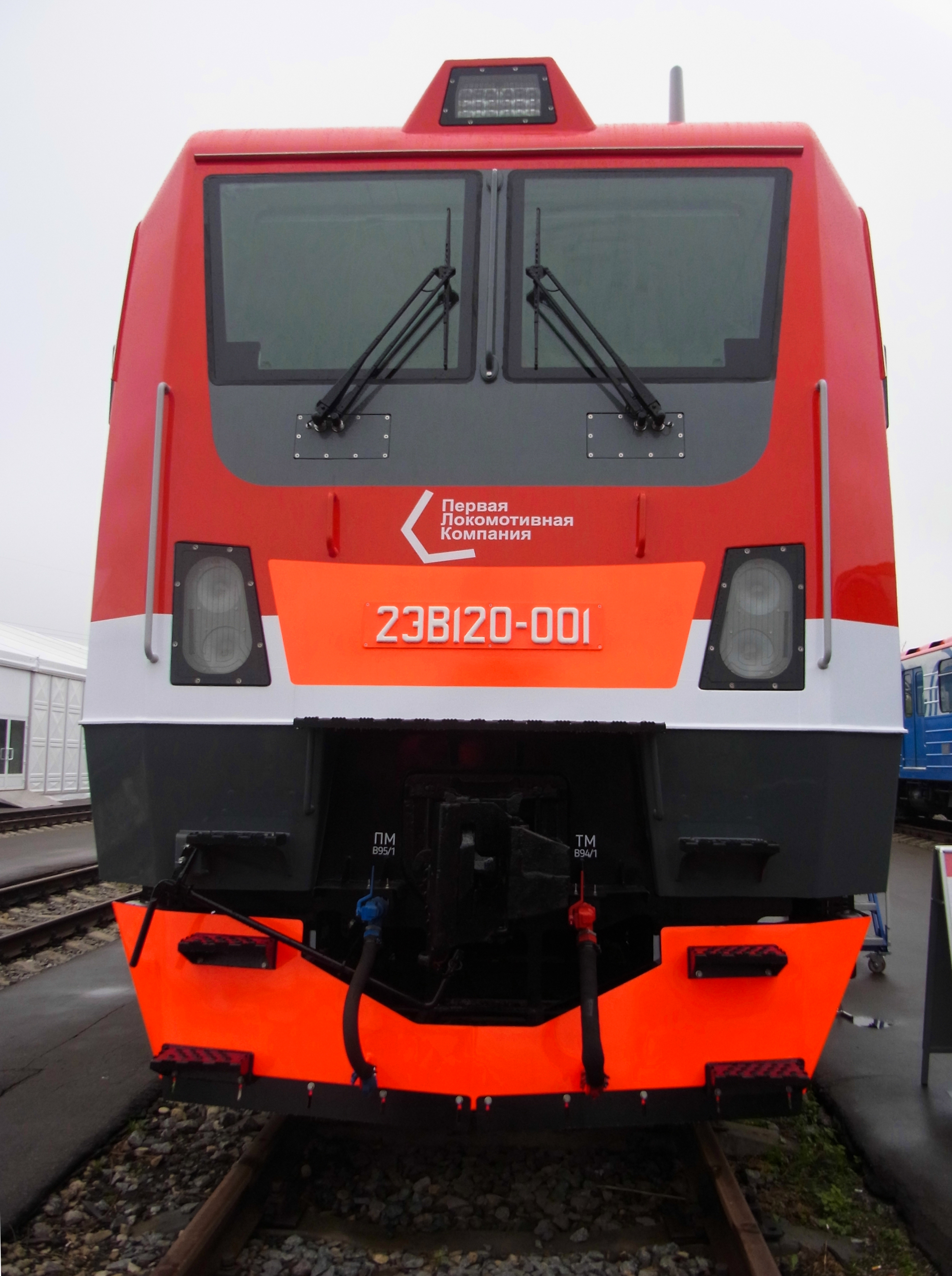
Вид спереди
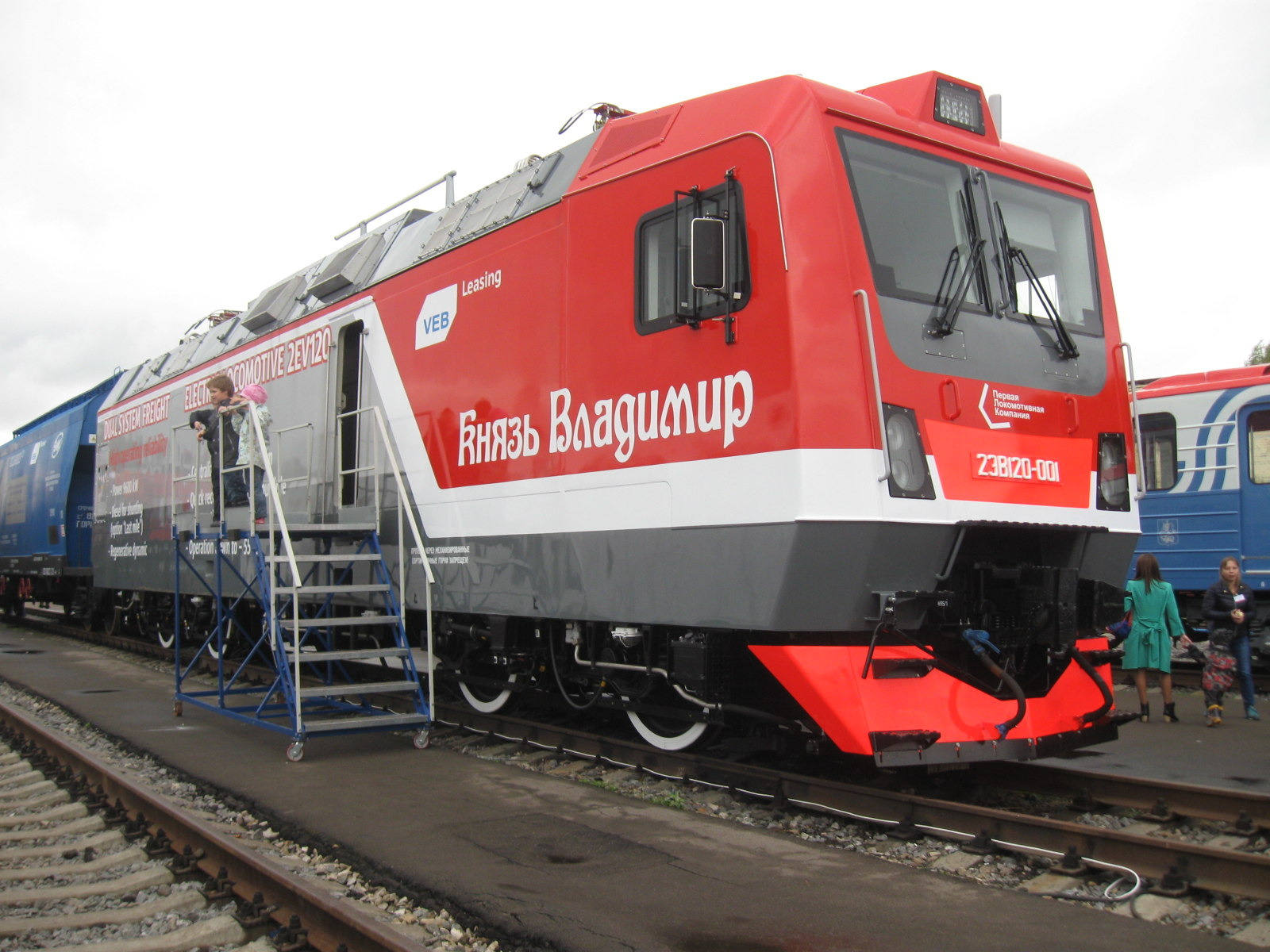
Вид спереди с правой стороны
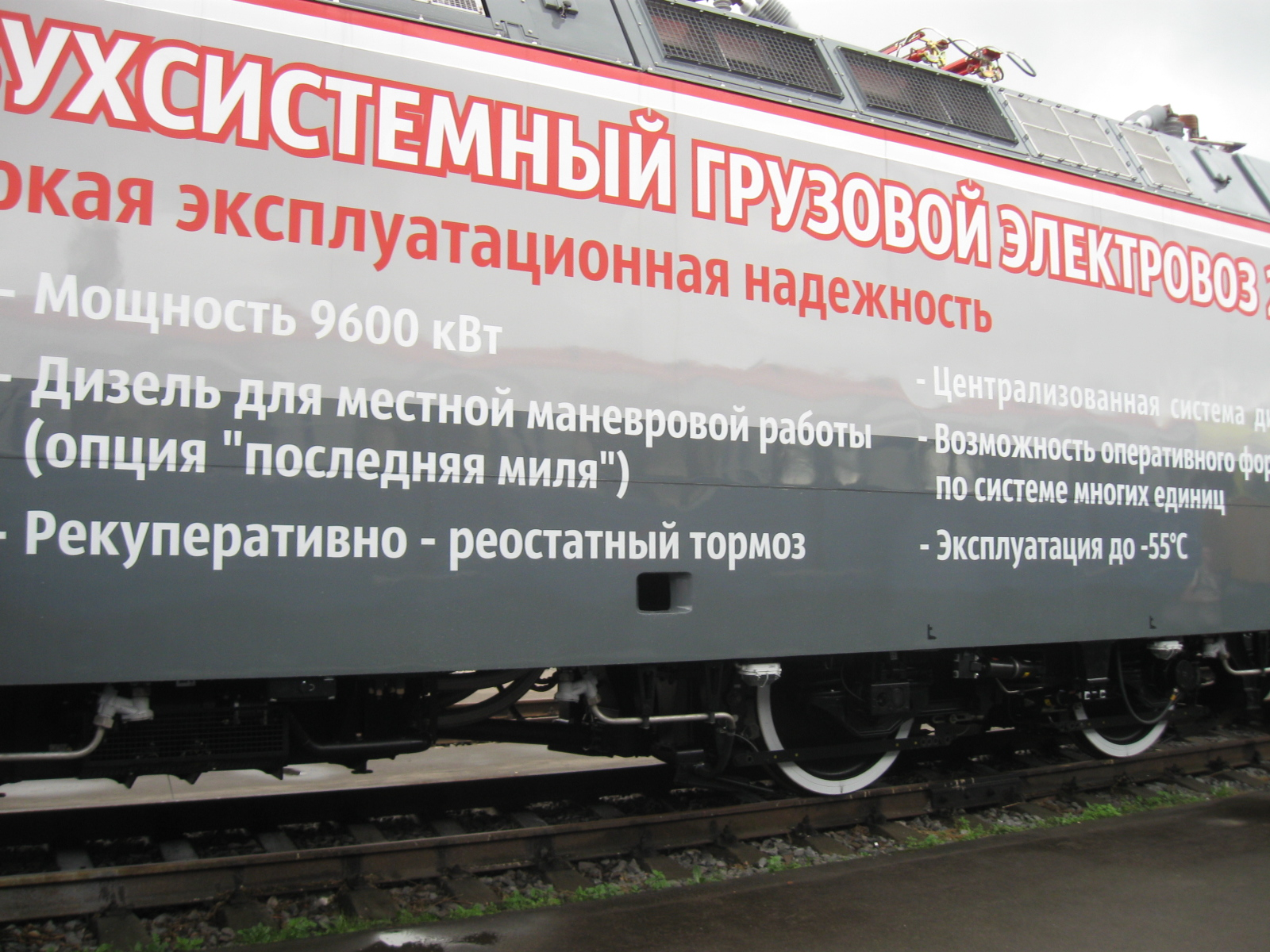
Вид слева (сбоку)
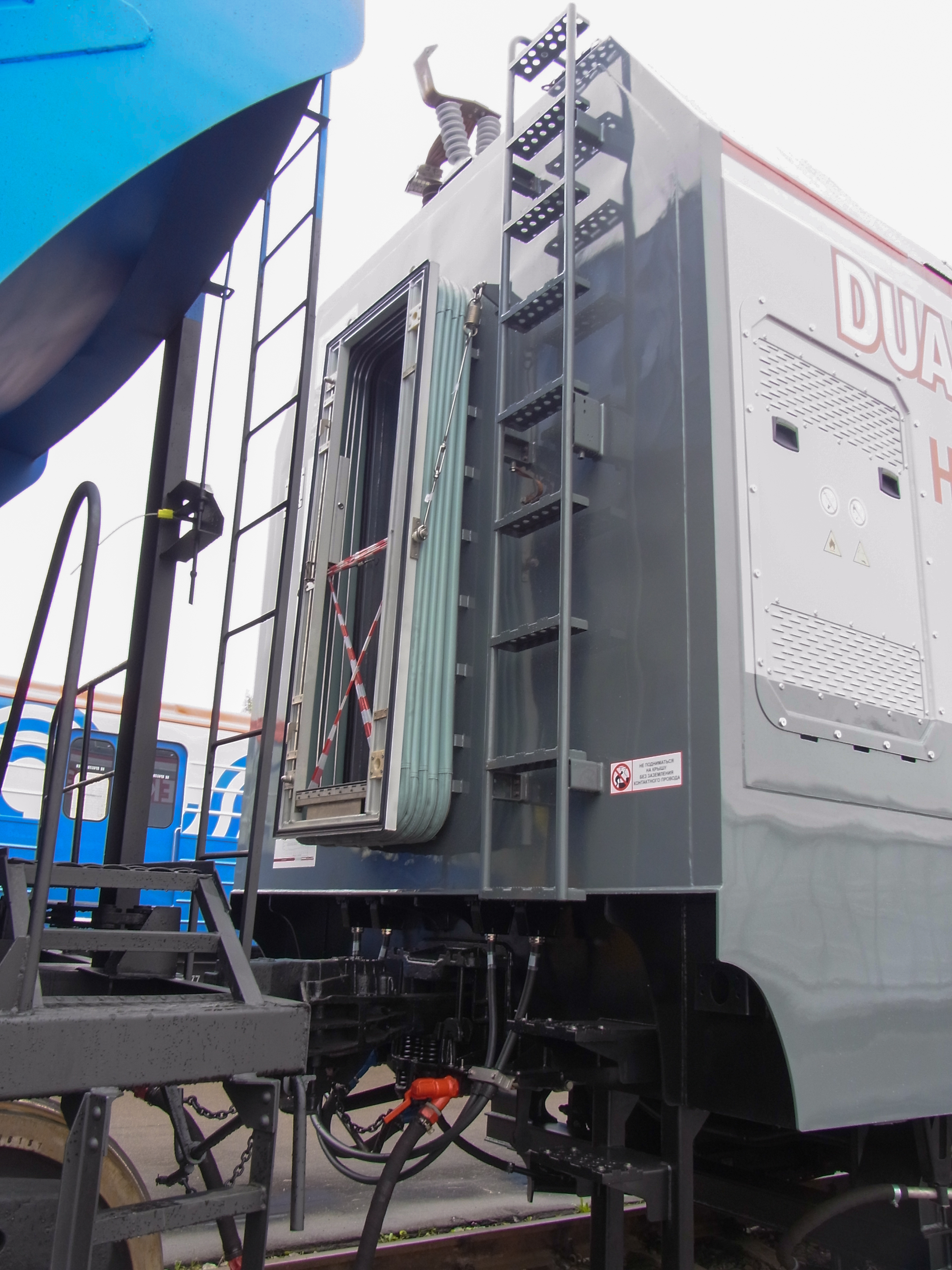
Задний торец секции
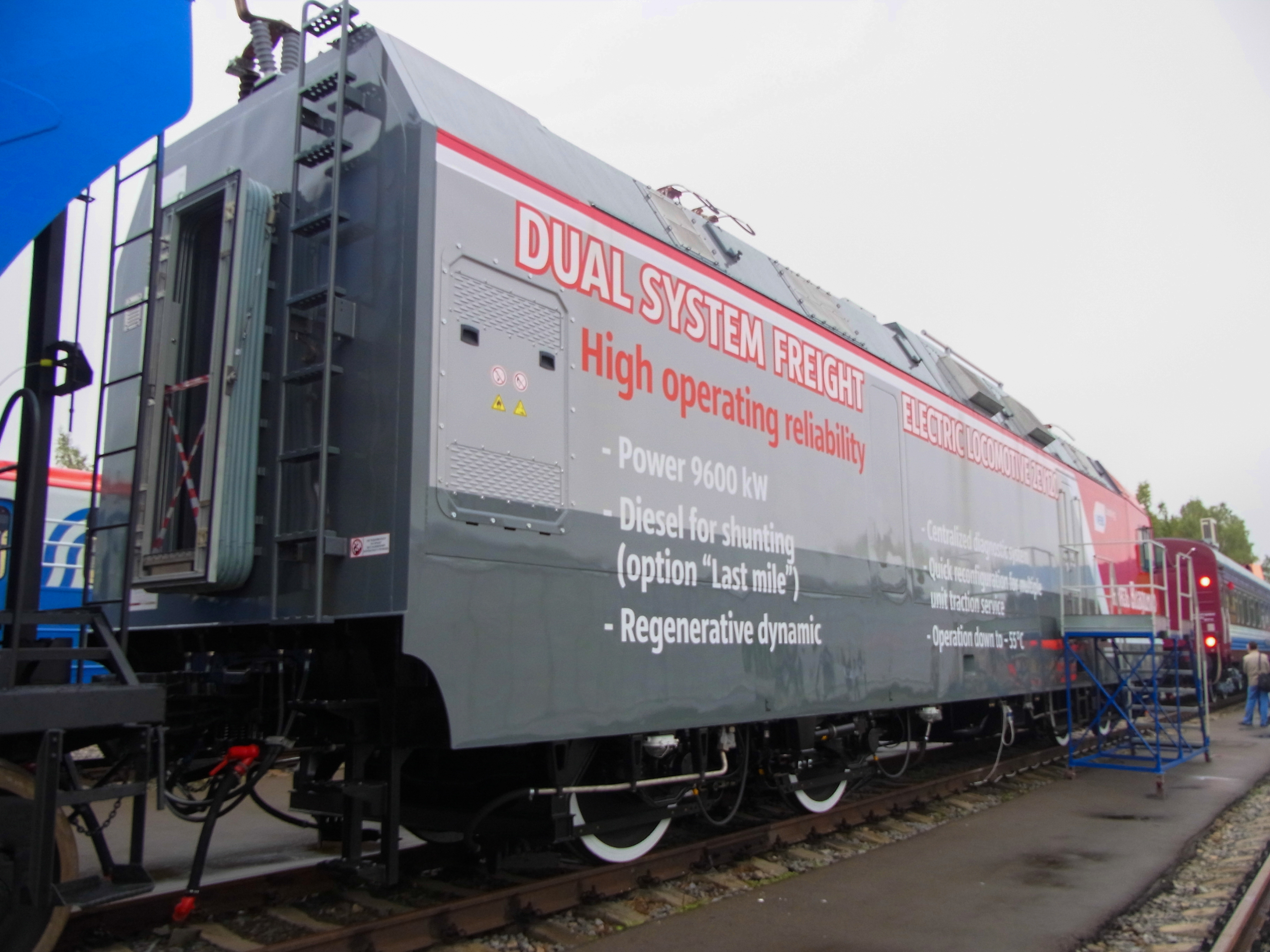
Вид сзади с правой стороны

#### Тележки
Каждая секция электровоза опирается на две двухосные тележки FLEXX Power 140 RU с максимальной нагрузкой от колёсных пар на рельсы 25 т. Тележки рассчитаны на максимальную эксплуатационную скорость в 120 км/ч. Колёсная база тележек составляет 3650 мм, диаметр колёс при установке новых колёсных пар — 1250 мм.
Рама тележки имеет коробчатую сварную конструкцию с коваными накладными элементами. Система подвешивания обеспечивает поперечную упругость между рамой тележки и колёсными парами и снижает боковые динамические усилия от колёсных пар на верхнее строение пути. Для обеспечения требуемых динамических качеств тележка имеет комплект гидравлических демпферов.
Рессорное подвешивание двухступенчатое, используются пружины типа «flexicoil». Передача продольных сил от букс на раму тележки происходит через буксовые поводки со сферическими сайлент-блоками. Передача тяговых и тормозных усилий с тележки на кузов электровоза производится через низкорасположенную наклонную тягу.
Тяговый привод тележки выполнен с опорно-осевым подвешиванием с подшипниками качения. К раме тележки блок привода подвешен посредством маятникового рычага с сайлент-блоками. Конструкцией также предусмотрена возможность аварийного опирания тягового привода на раму тележки через специальные валики системы кронштейнов.

### Пневматическое оборудование
Пневматическое и тормозное оборудование электровоза 2ЭВ120 производится компанией Knorr-Bremse.
На каждой секции электровоза установлен винтовой компрессор производительностью 3,5 м3/мин, приводимый в действие асинхронным двигателем. Имеются системы осушки и очистки сжатого воздуха. Также установлен безмасляный вспомогательный компрессор производительностью 0,6 м3/мин, получающий питание от аккумуляторной батареи.
Исполнительные органы управления пневматическими тормозами расположены в машинном отделении на отдельной стойке. Удалённое управление этими органами осуществляется из кабины машиниста посредством расположенных на пульте управления локомотивом основного и вспомогательного электрических тормозных контроллеров. В целом тормозная система реализует полный набор необходимых традиционных функций управления автоматическими тормозами состава, прямодействующим тормозом локомотива, контроля состояния и целостности воздушной магистрали и систему её диагностики.
Каждая тележка электровоза имеет четыре колодочных тормозных блока, по одному с каждой из сторон колёсных пар. На тележках установлены чугунные безгребневые колодки по четыре на колёсную пару, обеспечивающие двухстороннее нажатие. Такой вид тормозов выбран с целью упрощения их технического обслуживания, а также с учётом положительного влияния колодочных тормозов на сцепные свойства локомотива. Имеется система защиты колёсных пар от юза с поосным растормаживанием в случае появления юза при торможении фрикционным тормозом. Тележка оборудована механизмом автоматической регулировки нажатия тормозной колодки на колесо, позволяющим компенсировать износ колодок. Уменьшение диаметра колёс после обточки колёсных пар компенсируется за счёт регулировки рычажной передачи.

### Электрооборудование

#### Крышевое токоведущее оборудование
Основная часть токоведущего оборудования электровоза размещена на крайних модулях крыши. На крыше каждой секции электровоза установлено 3 токоприёмника (1 для переменного и 2 для постоянного тока), разъединители токоприёмников и межсекционных высоковольтных цепей, выключатель цепи постоянного тока и токоведущие шины. Крышевое оборудование каждой секции соединяется через межсекционный соединитель.
Токоприёмники электровоза представляют собой полупантографы — один лёгкого типа для переменного тока в передней части крыши секции и два тяжёлого типа для постоянного тока в задней части крыши. На постоянном токе каждая секция получает питание через один основной токоприёмник, второй служит для резервирования системы питания на случай поломки основного или для обеспечения распределённого токосъёма при больших значениях силы тока. На переменном токе ввиду меньших значений силы тока электровозу достаточно иметь поднятым один токоприёмник на один двухсекционный электровоз или на сцеп из трёх секций.
Традиционный системный переключатель в схеме отсутствует — его функцию выполняют главные выключатели и крышевой отключатель цепи постоянного тока. Главные выключатели постоянного и переменного тока и заземлители расположены внутри кузова в высоковольтном блоке.
Средний модуль крыши имеет большую высоту, чем крайние: внутри него установлены блоки тормозных резисторов для реостатного торможения и вентиляторы обдува резисторов для их охлаждения с вентиляционными решётками по бокам; сверху над средним модулем крыши проходит токоведущая шина.

#### Силовоепреобразующее электрооборудование
Силовые цепи электровоза 2ЭВ120 построены на современных принципах с поосным регулированием силы тяги и электрического торможения.
От высоковольтного блока сетевое напряжение раздельно по цепям постоянного и переменного тока поступает в силовой преобразовательный блок, включающий трансформатор, выпрямитель и два сглаживающих реактора постоянного тока. В корпус основного тягового трансформатора также интегрированы разделительные трансформаторы цепей собственных нужд и дроссели резонансных фильтров промежуточных звеньев тяговых преобразователей. Тяговые инверторы, служащие для преобразования постоянного тока в переменный ток регулируемой частоты, подаваемый на тяговые двигатели, выполнены на силовых транзисторах БТИЗ (IGBT). К выходам тяговых преобразователей подключены асинхронные тяговые двигатели, цепи собственных нужд и тормозные резисторы.

#### Тяговое электрооборудование
Каждая тележка электровоза оснащена двумя тяговыми приводами опорно-осевой конструкции семейства Mitrac DR 3800 N по одному на колёсную пару, каждый из которых состоит из тягового электродвигателя и одноступенчатой цилиндрической передачи. Асинхронный тяговый электродвигатель Mitrac TM 3800 °F с принудительным воздушным охлаждением передаёт вращение на колёсную пару через одноступенчатую цилиндрическую передачу Mitrac GB 3800 S с опорно-осевыми подшипниками качения.
Для возможности передвижения электровоза в зоне депо, где верхний контактный провод отсутствует, каждая секция оборудована разъёмом для подачи питания на один тяговый электродвигатель от внешнего низковольтного передвижного провода, которыми оснащаются электровозные депо.

### Вспомогательный дизель-генератор
В конструкцию электровоза заложена опционная возможность комплектации локомотива дизель-генераторной установкой для возможности работы в режиме тепловоза на неэлектрифицированных участках. Дизель-генератор позволяет использовать электровоз для вождения поездов на неэлектрифицированных или аварийно обесточенных участках, а также для маневровой работы на неэлектрифицированных путях грузовых станций вне зависимости от наличия свободных маневровых тепловозов.
Дизель-генераторный модуль полностью изолирован от машинного отделения. Максимальная мощность дизель-генератора составляет 500 кВт на каждую секцию локомотива, объём топливного бака — 600 литров на секцию. Выхлоп дизельного двигателя соответствует экологическим требованиям Tier 2/ UIC II. При максимальном запасе топлива электровоз с дизель-генераторами в каждой секции способен работать в автономном режиме до 5-6 часов при полной мощности дизель-генераторов.

### Система управления
Электронная система управления электровоза 2ЭВ120 построена на основе отработанных технических и программных решений с использованием модулей семейства MITRAC TCMS. Цепи управления электровоза имеют двухпроводную схему, их питание осуществляется от аккумуляторной батареи с зарядным устройством при номинальным напряжении 110 В постоянного тока. Структура электронной системы управления электровоза создана по принципу распределённого размещения необходимых модулей управления и ввода-вывода в основных функциональных блоках силового и вспомогательного оборудования.
Связь между всеми модулями осуществляется по общей шине типа MVB с полным дублированием. Общее управление электровозом обеспечивается модулями центральных процессоров, работающими по схеме горячего резервирования со мгновенной автоматической передачей функций управления на резервный модуль при отказе основного. Также 100%-ное дублирование имеют основные модули ввода-вывода. Наряду с базовой возможностью считывания диагностических из системы управления на переносной сервисный компьютер, предусмотрена возможность удалённого считывания данных с помощью модуля мобильной связи MCG.
Каждая секция электровоза в штатном режиме работы представляет собой полностью автономный локомотив как для одного двухсекционного локомотива, так и для сцепа из трёх или четырёх секций при работе по системе многих единиц. Команды управления между секциями передаются по простому проводному интерфейсу через модули GW. Силовая цепь электровоза позволяет реализовать поосное регулирование сил тяги и электрического торможения.

### Интерьер

#### Машинное отделение
Машинное отделение электровоза разделено на три части. Оборудование в передней и задней части машинного отделения расположено вдоль стен по бокам от центрального прохода для локомотивной бригады. В средней части машинного отделения за входным тамбурным отсеком с левой стороны секции установлен электрический высоковольтный блок, а по центру — блок тяговых преобразователей, основной проход для локомотивной бригады находится с правой стороны (слева при проходе в сторону от кабины), слева расположен проход в высоковольтную камеру. По бокам кузова на стенках закреплены 8 песочниц, расположенных по краям зон размещения тележек.
В передней части машинного отделения по бокам от центрального прохода между входной тамбурной зоной и кабиной машиниста слева установлены блок управления тормозным и пневматическим оборудованием, вентилятор тягового двигателя передней тележки, вентилятор наддува машинного отделения и блок электроники и системы безопасности; справа — блок низковольтной аппаратуры на 110 В и 380 В и вентилятор тягового двигателя передней тележки.
В задней части по бокам от прохода установлены два вентилятора тяговых электродвигателей задней тележки. С левой стороны непосредственно за блоком силовых преобразователей установлена башня охлаждения тяговых преобразователей, главные воздушные резервуары и главный компрессор, вентилятор тягового двигателя задней тележки, вентилятор наддува машинного отделения и туалетный блок для локомотивной бригады. С правой стороны установлен вентилятор тягового двигателя задней тележки секции и блок аккумуляторных батарей, примыкающий к торцевой задней стенке.

#### Кабина машиниста
Кабина машиниста электровоза достаточно просторная. Она скомпонована с учётом действующих российских нормативов по эргономике и охране труда. Цветовая гамма оформления интерьера кабины может быть выполнена в различных вариантах исходя из требований заказчика.
Пульт машиниста выполнен в удобном традиционном стиле. Рукоятки управления тягой и электрическим торможением размещены под левую руку машиниста, а рукоятки управления пневматическими тормозами — под правую. На наклонной панорамной панели перед машинистом размещены основные приборы индикации и дисплеи для контроля параметров локомотива.
Для машиниста и его помощника в кабине установлены два комфортабельных подрессоренных кресла. Для дублёра или машиниста-инструктора на входной двери в кабину имеется дополнительное откидное сиденье. На задней стенке кабины для удобства локомотивной бригады предусмотрены микроволновая печь, небольшой холодильник, шкаф для верхней одежды и инструментальный шкаф. На случай возникновения пожара в машинном отделении, где расположены входные двери, в кабине предусмотрены канатные фалы для безопасной эвакуации локомотивной бригады через боковые окна.
Поддержание оптимального температурного режима обеспечивает автоматическая климатическая установка, расположенная в крышевой части кабины. Она может работать в режиме нагрева или охлаждения поступающего в кабину свежего воздуха для поддержания заданной машинистом температуры. Потоки поступающего в кабину воздуха распределены таким образом, чтобы избегать прямого воздействия на локомотивную бригаду.

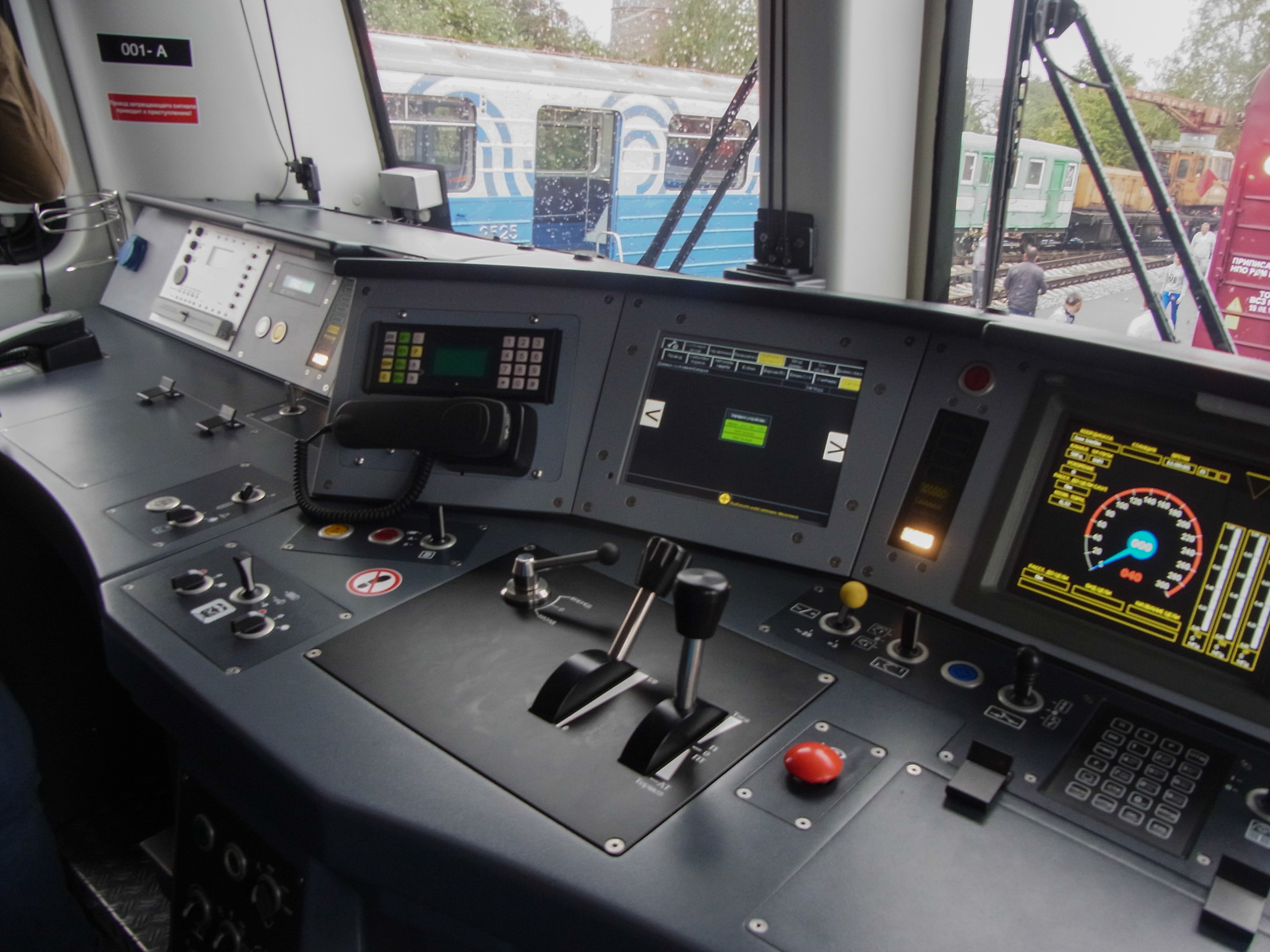
Пульт помощника машиниста (слева)
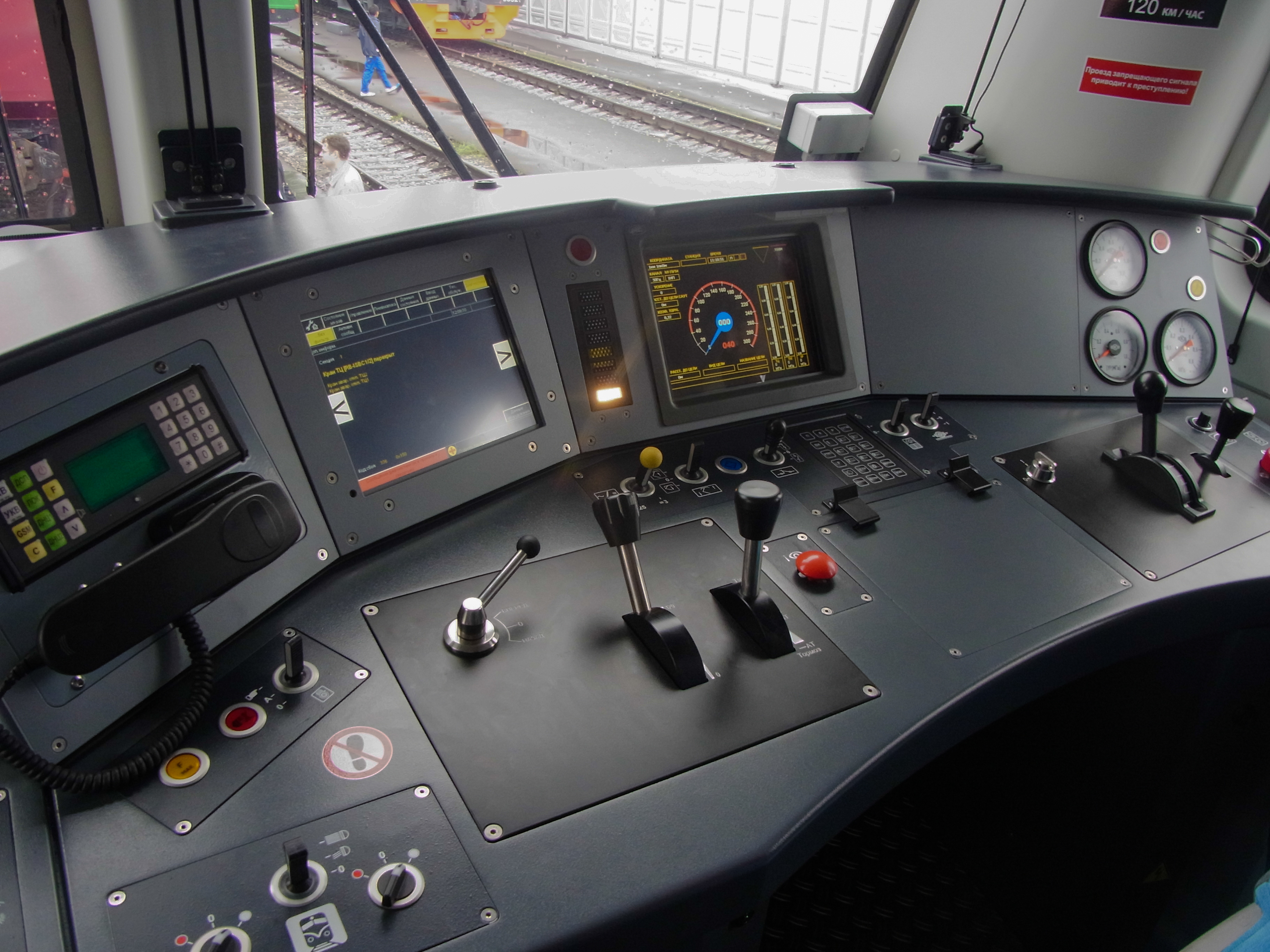
Пульт машиниста (справа)

## Испытания и эксплуатация
Первая секция электровоза после изготовления в конце лета 2015 года была передана на территорию депо экспериментальной кольцевой железной дороги ОАО «ВНИИЖТ» в Щербинке, где она демонстрировалась на выставке в рамках V Международного железнодорожного салона Экспо 1520 в начале сентября 2015 года.. Ранее, ещё в мае 2015 года, и. о. министра промышленности и энергетики Саратовской области Максим Шихалов заявлял, что первый локомотив отправится для испытаний на кольцо ВНИИЖТ в Щербинке в сентябре 2015 года, куда впоследствии была отправлена одна секция для участия в выставке Экспо 1520, однако окончательное решение по месту испытания электровоза по состоянию на начало сентября 2015 года утверждено не было.
С октября 2015 года были начаты заводские испытания локомотива. 15 апреля 2016 года электровоз 2ЭВ120-001 после проведения заводских испытаний был отправлен для проведения испытаний на кольцо ВНИИЖТ, где испытывался в течение тёплого сезона года.
В начале зимы 2016/17 года электровоз с номером 001 проходил эксплуатационные испытания с грузовыми поездами весом до 7 тысяч тонн на участке Челябинск — Карталы — Магнитогорск Южно-Уральской железной дороги на участках обоих родов тока, в ходе которых пробег электровоза составил более 4000 км. Результаты испытаний подтвердили возможность ведения на выделенном маршруте составов с увеличенным весом и более высокой маршрутной скоростью за счёт отсутствия необходимости простоя на станциях стыкования для смены локомотива, а также большую эффективность и техническую скорость двухсекционного электровоза с поосным регулированием тяги в сравнении с эксплуатируемыми трёхсекционными сцепами старых электровозов серий ВЛ10 и ВЛ80. Локомотив был положительно оценён машинистами, которые отметили удобство управления и работоспособность вспомогательных машин даже при прохождении нейтральной вставки, но также высказали ряд замечаний по органам управления с предложениями по их улучшению. Электровоз 002 в это же время проходил испытания на участке Белореченская — Майкоп Северо-Кавказской железной дороги.
Весной 2017 года оба электровоза вернулись на кольцо в Щербинку для прохождения окончательного цикла испытаний, в том числе в трёхсекционном и четырёхсекционном (сдвоенном) сцепе по системе многих единиц. Электровозы прошли по кольцу пробег в 5000 км с грузовым поездов весом до 8 тысяч тонн со скоростью до 120 км/ч в обоих режимах питания от разных видов тока. В августе-сентябре 2017 года они демонстрировались на территории депо кольца на выставке Экспо 1520.
В октябре 2017 года после завершения сертификации электровоз 2ЭВ120-002 был отправлен в депо Туапсе (ТЧЭ-16) Северо-Кавказской дирекции тяги. С 7 ноября 2017 года началась подконтрольная шестимесячная опытная эксплуатация, с вагоном-лабораторией и резервным тепловозом для определения весовой нормы, на участке Туапсе — Белореченская — Тихорецкая со сменой тока на станции Белореченская. С мая 2018 года локомотив планировалось ввести в регулярную эксплуатацию, однако в мае 2018 года он был возвращён на завод-изготовитель. Электровоз 2ЭВ120-001 в течение ноября 2017 года планировалось передать в аренду частному оператору ООО «Нефтетранссервис» для вождения поездов на участке Кротовка — Князевка Куйбышевской и Приволжской железных дорог. Он начал эксплуатироваться фирмой ООО «Л-транс», входящей в группу компаний под управлением ООО «Нефтетранссервис»; с марта 2018 года он приписан к депо Кинель Куйбышевской железной дороги. Осенью 2018 года успешно завершились дополнительные сертификационные и скоростные испытания с подтверждением возможности эксплуатации на скорости до 140 км/ч. Испытания проводились с участием АО «ВНИИЖТ» и ООО «ИЦ ТПС ЖТ». В конструкцию электровоза ещё при создании был заложен потенциал для увеличения конструкционной скорости; специалистам ПЛК главным образом оставалось обновить программное обеспечение системы управления электровозом. Увеличение конструкционной скорости делает возможным, например, обеспечить контейнерные экспресс-перевозки от границ Китая до границ Евросоюза.
- Отправление 2ЭВ120-002 с тепловозом 2ТЭ25КМ с наливным поездом от станции Туапсе-Сортировочная
- Вид из кабины машиниста 2ЭВ120 на перегоне Индюк — Гойтх с проездом тоннелей
- Прибытие и отправление 2ЭВ120-002 с тепловозом 2ТЭ25КМ и грузовым поездом на станцию Греческий

### Комментарии
1. ↑  Производство начато в 2015 году, постройка обоих локомотивов завершена годом позже.
2. 1 2  Постройка локомотивов №№ 003—005 не завершена.